# Steven Santini
Steven Santini, född 7 mars 1995, är en amerikansk professionell ishockeyspelare som är kontrakterad till NHL-laget St. Louis Blues och spelar för deras farmarlag Springfield Thunderbirds i AHL.
Han har tidigare spelat på NHL-nivå för Nashville Predators och New Jersey Devils och på lägre nivåer för Milwaukee Admirals, Binghamton Devils och Albany Devils i AHL samt Boston College Eagles (Boston College) i National Collegiate Athletic Association (NCAA) och Team USA i United States Hockey League (USHL).

## Klubblagskarriär

### NHL

#### New Jersey Devils
Santini blev draftad i andra rundan i 2013 års draft av New Jersey Devils som 42:a spelare totalt.

#### Nashville Predators
Den 22 juni 2019, under NHL-draften, tradades han till Nashville Predators tillsammans med Jeremy Davies och ett val i andra rundan i draften 2019 (som Predators i sin tur bytte bort till Philadelpha Flyers som valde Bobby Brink) och ett val i andra rundan i draften 2020, i utbyte mot P.K. Subban.

## Statistik
| 2009–2010   | Brewster Bulldogs      | EmJHL       | 17  | 1 | 5  | 6  | 42  | — | — | — | — | — |
| 2010–2011   | New York Apple Core    | EJHL        | 44  | 3 | 14 | 17 | 26  | 5 | 0 | 1 | 1 | 0 |
| 2011–2012   | Team USA               | USHL        | 36  | 1 | 4  | 5  | 41  | 5 | 0 | 1 | 1 | 0 |
|             | U.S. National U17 Team |             | 55  | 2 | 8  | 10 | 69  | — | — | — | — | — |
| 2012–2013   | Team USA               | USHL        | 25  | 0 | 5  | 5  | 6   | — | — | — | — | — |
|             | U.S. National U18 Team |             | 66  | 0 | 15 | 15 | 44  | — | — | — | — | — |
| 2013–2014   | Boston College Eagles  | NCAA        | 35  | 3 | 8  | 11 | 52  | — | — | — | — | — |
| 2014–2015   | Boston College Eagles  | NCAA        | 22  | 1 | 4  | 5  | 20  | — | — | — | — | — |
| 2015–2016   | New Jersey Devils      | NHL         | 1   | 0 | 0  | 0  | 2   | — | — | — | — | — |
|             | Boston College Eagles  | NCAA        | 41  | 1 | 18 | 19 | 50  | — | — | — | — | — |
| 2016–2017   | New Jersey Devils      | NHL         | 38  | 2 | 5  | 7  | 14  | — | — | — | — | — |
|             | Albany Devils          | AHL         | 20  | 0 | 2  | 2  | 35  | 4 | 0 | 2 | 2 | 0 |
| 2017–2018   | New Jersey Devils      | NHL         | 36  | 2 | 8  | 10 | 21  | — |   | — | — | — |
|             | Binghamton Devils      | AHL         | 27  | 3 | 3  | 6  | 8   | — | — | — | — | — |
| 2018–2019   | New Jersey Devils      | NHL         | 39  | 1 | 3  | 4  | 16  | — | — | — | — | — |
|             | Binghamton Devils      | AHL         | 3   | 0 | 0  | 0  | 0   | — | — | — | — | — |
| 2019–2020   | Nashville Predators    | NHL         | —   | — | —  | —  | —   | — | — | — | — | — |
| NHL totalt  | NHL totalt             | NHL totalt  | 114 | 5 | 16 | 21 | 53  | — | — | — | — | — |
| NCAA totalt | NCAA totalt            | NCAA totalt | 98  | 5 | 30 | 35 | 122 | — | — | — | — | — |
| USHL totalt | USHL totalt            | USHL totalt | 61  | 1 | 9  | 10 | 47  | 2 | 0 | 1 | 1 | 0 |